# ایسانبایوو (شهرستان یانائولسکی، باشقیرستان)
ایسانبایوو (انگلیسی: Isanbayevo, Yanaulsky District, Republic of Bashkortostan) یک شهرک در شهرستان یانائولسکی استان باشقیرستان کشور روسیه است.